# St.-Petrus-Kirche (Quakenbrück)

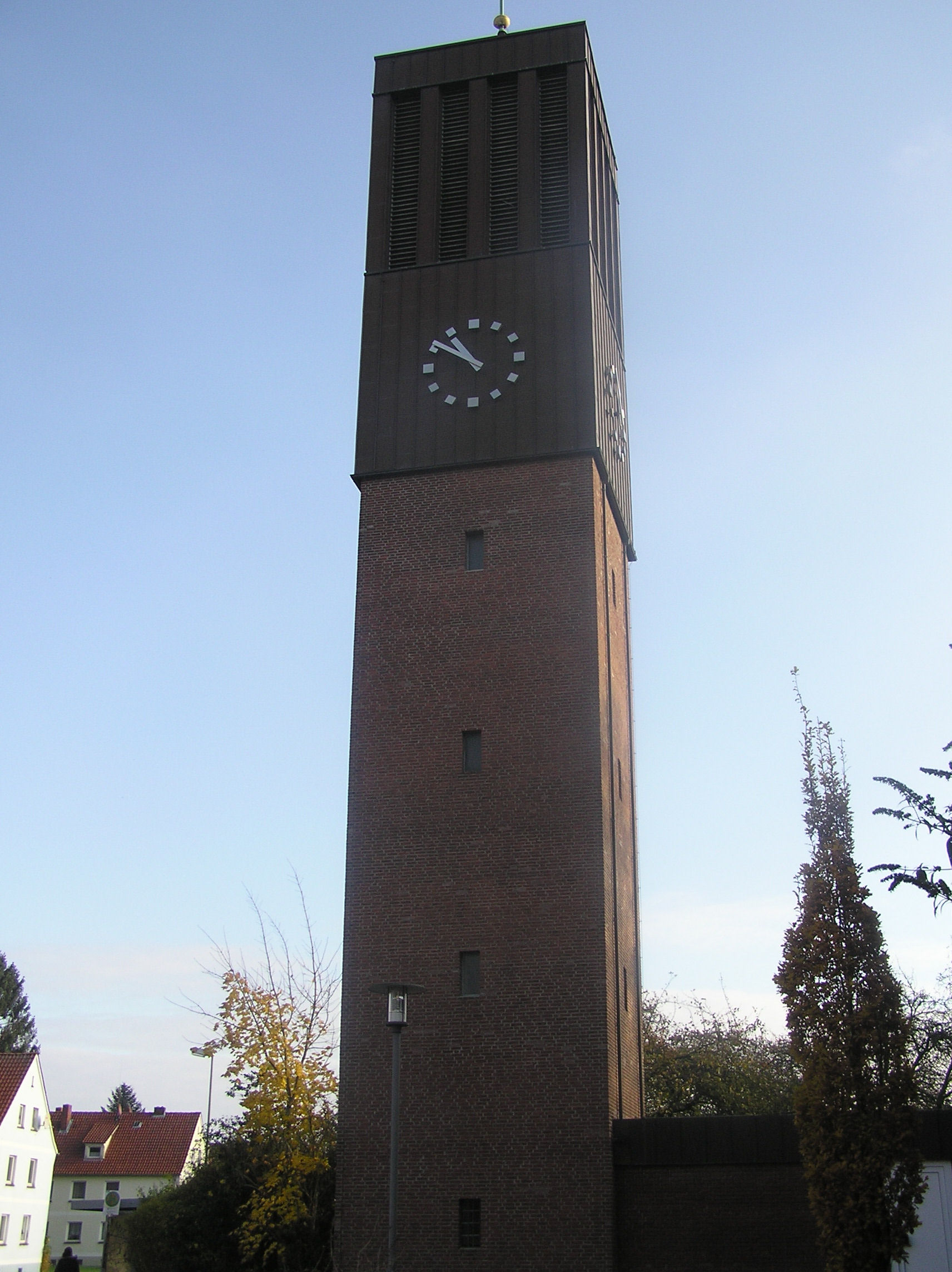
St. Petrus

Die 1966 eingeweihte evangelische Kirche St. Petrus entstand unweit des Fliegerhorstes und der militärischen Anlagen des Zweiten Weltkriegs in dem damals „Merschland“ genannten späteren Quakenbrücker Stadtteil Neustadt. Die Kirchengemeinde gehört zum Kirchenkreis Bramsche der Evangelisch-lutherischen Landeskirche Hannovers.
Der nach zeitgenössischen Gesichtspunkten konzipierte, zweiteilige Bau besteht aus Kirchenschiff und freistehendem Glockenturm in der Art eines Campanile. Die Wände sind innen und außen fast vollständig mit handgestrichenen, holländischen Klinkern verkleidet. In Betonwabensteine sind 132 farbige Scheiben des Bremer Glasmalers Heinz Lilienthal eingefasst. Von Lilienthal stammen auch fünf bunte Seitenfenster, die jeweils zwei Szenen aus der Passionsgeschichte Jesu Christi mit je einem Symbol darstellen.
Der Innenraum wird von einem weit vorgezogen wuchtigen Altar beherrscht, der karolingische Altarformen aufnimmt. Kruzifix, Taufbecken, Lesepult, dreiarmiger Leuchter und die Tür des Hauptportals sind Bronzearbeiten des Nürnberger Künstlers Heinz Heiber. Der 3,15 auf 2,20 Meter große Wandteppich auf der Kanzelseite stammt aus der Werkstatt der Handweberei Huhs in Ganderkesee und stellt den Fischzug des Petrus dar. Die die Apsis schmückende, aus 132 farbigen Scheiben bestehende Fensterwand sowie die fünf Seitenfenster schuf der Bremer Glasmaler Heinz Lilienthal.
Der nach den zeitgenössischen Gesichtspunkten der 1960er Jahre konzipierte Bau unterscheidet sich deutlich von den Sakralbauten vergangener Jahrhunderte. So fällt viel Tageslicht in das Kircheninnere, das, zusammen mit der Innenarchitektur, wie der großen, bunten Fensterwand in der runden Nische hinter dem Altarbereich, der Apsis, eine Konzentration auf das Geschehen im Altarbereich fördern soll. Der weit vorgezogene Altar ermöglicht eine Teilnahme am Altargeschehen im ursprünglichen Sinn. Der Altarbereich selbst vermittelt traditionelle Kirchenarchitektur in Gestalt des wuchtigen, viereckigen Altares, der auf einem kreisrunden Podest steht und eine alte, karolingische Altarform aufnimmt. Dahinter blickt man auf ein Bronzekreuz mit einem stilisierten Korpus des leidenden Christus, dessen Schattenwurf sich an der Decke abzeichnet.